# 博尼什
博尼什是葡萄牙布拉干萨区的一个堂区。总面积18.75平方公里，总人口420人，人口密度22.4人/平方公里。